# Темар
Темар (нем. Themar) — город в Германии, в земле Тюрингия.
Входит в состав района Хильдбургхаузен. Население составляет 2961 человек (на 31 декабря 2010 года). Занимает площадь 20,19 км². Официальный код — 16 0 69 051.

## Известные люди
- Иоганн Трир (1716—1790), органист и композитор — родился в Темаре